# 大盖龙斯
大盖龙斯是奥地利下奥地利州茨韦特尔县的一个市镇。总面积105.88平方公里，总人口4618人，人口密度43.6人/平方公里（2012年）。